# ابویعقوب یوسف الناصر
ابویعقوب یوسف الناصر (انگلیسی: Abu Yaqub Yusuf an-Nasr; نامشخص – ۱۳ مه ۱۳۰۷) سلطان مرینیان مراکش از سال ۱۲۸۶ تا ۱۳۰۷ میلادی بود.